# Neobuxbaumia squamulosa
Neobuxbaumia squamulosa là một loài thực vật có hoa trong họ Cactaceae. Loài này được Scheinvar & Sánchez-Mej. mô tả khoa học đầu tiên năm 1990.